# Ordine di Heydər Əliyev
L'Ordine di Heydər Əliyev (in azero: Heydər Əliyev ordeni) è la più alta delle onorificenze statali dell'Azerbaigian.

## Storia
L'Onorificenza venne fondata nel 2005 per dare giusto riconoscimento a quanti si siano distinti verso lo stato dell'Azerbaigian per meriti speciali nell'attuazione di idee di solidarietà in tutto il mondo, oppure per la contribuzione allo sviluppo politico, economico, scientifico e culturale del paese o delle sue relazioni con altri stati nel mondo.

## Classi
L'ordine dispone dell'unica classe di benemerenza di Cavaliere. Il presidente della repubblica dell'Azerbaigian ha in dotazione il collare dell'Ordine come decorazione di stato.

## Insegne
- La placca è composta da una stella raggiante a otto punte argentate con due spade d'oro incrociate. Al centro si trova un medaglione d'oro col volto del presidente Heydər Əliyev in rilievo rivolto verso destra. Il tondo è circondato da un anello smaltato metà di rosso nella parte superiore riportante il motto dell'ordine mentre la parte inferiore è smaltata in oro e completata da una corona d'alloro a smalti verdi. Attorno si trova un anello smaltato di blu a zig-zag.
- Il collare è composto dai simboli tradizionali dell'Azerbaigian intercalati da fasce ad anelli a catena. Termina con un medaglione di forma simile alla placca.

## Insigniti
1. İlham Əliyev (28 aprile 2005) - Presidente dell'Azerbaigian
2. İhsan Doğramacı (29 aprile 2005) - Pediatra e attivista sociale turco
3. Jacques Chirac (29 gennaio 2007) - Presidente della Francia
4. Mstislav Leopol'dovič Rostropovič (27 marzo 2007) - Violoncellista e direttore d'orchestra
5. Viktor Juščenko (22 maggio 2008) - Presidente dell'Ucraina
6. Tahir Salahov (27 novembre 2008) - Artista azero
7. Sabah IV Al-Ahmad Al-Jaber Al-Sabah (14 giugno 2009) - Emiro del Kuwait
8. Lech Kaczyński (2 luglio 2009) - Presidente della Polonia
9. Valdis Zatlers (10 agosto 2009) - Presidente della Lettonia
10. Traian Băsescu (18 aprile 2011) - Presidente della Romania
11. Georgi Părvanov (14 novembre 2011) - Presidente della Bulgaria
12. Emomali Rahmon (12 luglio 2012) - Presidente del Tagikistan
13. Arif Məlikov (13 settembre 2013) - Compositore azero
14. Abdullah Gül (12 novembre 2013) - Presidente della Turchia
15. Viktor Janukovyč (novembre 2013) - Presidente dell'Ucraina
16. Recep Tayyip Erdoğan (2 settembre 2014) - Presidente della Turchia
17. Mehriban Əliyeva (29 giugno 2015) - Presidente del Comitato Organizzatore dei Giochi europei del 2015
18. Aljaksandr Lukašėnka (28 novembre 2016) - Presidente della Bielorussia
19. Zeynəb Xanlarova (26 dicembre 2016) - Soprano azerbaigiano
20. Nursultan Ábishuly Nazarbaev (3 aprile 2017) - Presidente del Kazakistan
21. Ömər Eldarov (19 dicembre 2017) - scultore, rettore dell'Accademia delle Arti di Stato dell'Azerbaigian
22. Sergio Mattarella (18 luglio 2018) - Presidente della Repubblica Italiana
23. Allahshükür Hummat Pashazade (26 agosto 2019) - Sheikh ul-Islam e Gran Mufti del Caucaso
24. Ramiz Mehdiyev (26 agosto 2019) - Capo dell'amministrazione presidenziale dell'Azerbaigian
25. Xoşbəxt Yusifzadə (13 gennaio 2020) - Primo Vice Presidente della SOCAR e accademico
26. Polad Bülbüloğlu (3 febbraio 2020) - Ambasciatore straordinario e plenipotenziario dell'Azerbaigian in Russia